# Valle de la Serena
Valle de la Serena és un municipi de la província de Badajoz, a la comunitat autònoma d'Extremadura.